# The Crew
The Crew – komputerowa gra wyścigowa, wyprodukowana przez francuskie studio Ivory Tower i brytyjskie Ubisoft Reflections. Gra została wydana 2 grudnia 2014 roku na platformę PC, PlayStation 4, Xbox One oraz Xbox 360. Wersja na konsolę Xbox 360 została wyprodukowana przez francuskie studio Asobo i chińskie Ubisoft Shanghai. Pod koniec 2016 roku poinformowano że liczba zarejestrowanych użytkowników wynosiła ponad 10 milionów.
Serwery gry zostały wyłączone 31 marca 2024 roku, co spowodowało niezadowolenie graczy i przyczyniło się do powstania inicjatywy Stop Killing Games.

## Opis fabuły
The Crew rozgrywa się w Stanach Zjednoczonych. Pewnego dnia Alex Taylor jest świadkiem śmierci swojego brata Daytona i zostaje niesłusznie skazany. Pięć lat po zabójstwie Alex poznaje agentkę FBI Zoe Winters, która pozwala mu na wyjście z więzienia pod warunkiem kooperacji i znalezienia winnego. Alex dołącza do klubu samochodowego 5-10 żeby ich zinfiltrować.

## Rozgrywka
Gracz wciela się w postać kierowcy Alexa Taylora i bierze udział w wyścigach, które zostały podzielone na pięć kategorii. Otwarty świat gry ma 5000 mil kwadratowych. W grze zaimplementowano około pięćdziesięciu samochodów. Gracz może modyfikować swój pojazd wprowadzając zmiany w wyglądzie nadwozia i parametrach technicznych. Pojazdy z każdej kategorii charakteryzują się innym stylem jazdy. Pomimo że w grze jest tryb dla pojedynczego gracza, wymagane jest ciągłe połączenie z internetem.

## Wydanie
Przed premierą The Crew, 20 listopada 2014 roku została wydana na platformę iOS, poboczna część The Crew Road Empire. 17 listopada 2015 roku wydano pierwsze duże DLC Wild Run. Dodatek dodaje nowe samochody i motory, a także tryb gry dla wielu graczy „The Summit”. Rok później wydano drugie rozszerzenie Calling All Units. DLC pozwala graczom wcielić się w policjantów. Głównym celem jest łapanie złodziei i przemytników.